# Al-Ghizlaniyah
Al-Ghizlaniyah (tiếng Ả Rập: الغزلانية) là một ngôi làng ở miền nam Syria, thuộc khu vực hành chính của quận Douma thuộc tỉnh Rif Dimashq, nằm ở phía đông Damascus. Các địa phương lân cận bao gồm Khirbet al-Ward ở phía tây, al-Adiliyah ở phía tây nam, Burraq ở phía nam, al-Hayjanah ở phía đông nam, Judaydat al-Khas ở phía đông, Ghasulah và Harran al-Awamid, Sakka ở phía bắc Deir al-Asafir và Shabaa ở phía tây bắc. Theo Cục Thống kê Trung ương Syria (CBS), al-Ghizlaniyah có dân số 10,473 trong cuộc điều tra dân số năm 2004. Đây là trung tâm hành chính của al-Ghizlaniyah nahiyah ("phân khu") bao gồm 13 địa phương với dân số tập thể là 36.715 vào năm 2004.